# Leite Derramado
Leite Derramado é o quarto romance de Chico Buarque, lançado no dia 28 de março de 2009 pela editora Companhia das Letras.

## Sinopse
Um homem muito velho está num leito de hospital. Membro de uma tradicional família brasileira, ele desfia, num monólogo dirigido à filha, às enfermeiras e a quem quiser ouvir, a história de sua linhagem desde os ancestrais portugueses, passando por um barão do Império, um senador da Primeira República, até o descendente, garotão do Rio de Janeiro atual. Uma saga familiar caracterizada pela decadência social e econômica, tendo como pano de fundo a história do Brasil dos últimos dois séculos. A visão que o autor nos oferece da sociedade brasileira é extremamente pessimista: compadrios, preconceitos de classe e de raça, machismo, oportunismo, corrupção, destruição da natureza, delinquência.
A saga familiar marcada pela decadência é um gênero consagrado no romance ocidental moderno.
A fala desarticulada do ancião, ao mesmo tempo que preenche uma função de verossimilhança, cria dúvidas e suspenses que prendem o leitor. O discurso da personagem parece espontâneo, mas o escritor domina com mão firme as associações livres, as falsidades e os não-ditos, de modo que o leitor pode ler nas entrelinhas, partilhando a ironia do autor, verdades que a personagem não consegue enfrentar.
Há também um jogo com os espaços onde ocorrem os acontecimentos narrados. As várias casas em que o narrador morou, como as décadas acumuladas em suas lembranças, se sobrepõem e se revezam. Recolocá-las em ordem cronológica é assistir a uma derrocada pessoal e coletiva: o chalé de Copacabana, “longínquo areal” dos anos 20, é substituído por um apartamento num edifício construído atrás de seu terreno; esse apartamento é trocado por outro, menor, na Tijuca; o palacete familiar de Botafogo, vendido, torna-se estacionamento de embaixada; a fazenda da infância, na “raiz da serra”, transforma-se em favela, com um barulhento templo evangélico no local da velha igreja outrora consagrada pelo bispo. Embaixo da última morada do narrador, nesse “endereço de gente desclassificada”, está o antigo cemitério onde jaz seu avô.
Percorre todo o texto a paixão mal vivida e mal compreendida do narrador por uma mulher. Os múltiplos traços de Matilde, seu “olhar em pingue-pongue”, suas corridas a cavalo ou na praia, suas danças, seus vestidos espalhafatosos, ao mesmo tempo que determinam a paixão do marido e impregnam indelevelmente sua lembrança, ocasionam a infelicidade de ambos. Os preconceitos e o ciúme doentio do homem barram a realização plena da mulher e levam-na a um triste fim, que, por não ter nem a certeza nem a teatralidade dos desfechos de uma Emma Bovary ou de uma Ana Karênina, tem a pungência de um desastre. Embora vista de forma indireta e em breves flashes, Matilde se torna, também para o leitor, inesquecível.
O fato de nem no fim da vida o homem compreender e aceitar o que aconteceu torna seu drama ainda mais lamentável. Os enganos ocasionados por seu ciúme são tragicômicos.

## Edições
Edição brasileira
- Leite Derramado, São Paulo, SP: Companhia das Letras, 2009. ISBN 9788535914115

Traduções
- Tradução alemã por Karin von Schweder-Schreiner, Vergossene Milch, Frankfurt am Main: S. Fischer, 2013. ISBN 9783100463319
- Tradução espanhola por Ana Rita da Costa García, Leche derramada, Barcelona: Salamandra, 2010.
- Tradução francesa por Geneviève Leibrich, Quand je sortirai d'ici, Paris: Gallimard, 2011.
- Tradução inglesa por Alison Entrekin, Spilt Milk, New York, NY: Grove Press, 2012. ISBN 9780802120083
- Tradução italiana por Roberto Francavilla, Latte versato, Milano: Feltrinelli, 2010.
- Tradução Língua hebraica, חלב שנשפך, ISRAEL, ISBN 9789655600339, 2017